# Just When I Needed You Most
"Just When I Needed You Most" är en sång skriven av den amerikanske sångaren och låtskrivaren Randy VanWarmer. Randy VanWarmer och Tony Wilson, medlem av Hot Chocolate, skrev låten, som producerades av Del Newman och låg på sångarens album Warmer 1979. Den låg också på Tony Wilsons album "Catch One", producerat 1979 av Ron Albert och Howard Albert för Fat Albert Productions, Inc.
Singeln släpptes under tidigt 1979, då "Just When I Needed You Most" tillbringade två veckor i toppen av amerikanska Billboard adult contemporary-lista i maj det året. I juni nådde den sin främsta placering, #4 på Billboard Hot 100-listan; dock stannade den på Top 40 i 14 veckor och tilldelades en guldskiva av RIAA. Dessutom nådde låten placeringen #71 på Billboards countrylista. I september 1979, nådde låten Top 10 på den brittiska singellistan, med topplaceringen #8.
VanWarmer förklarade att han skrev låten efter att ha gjort slut med en flickvän när han var 18 år gammal. Låten var först tänkt att vara B-sida till "Your Light", men skivbolaget föredrog "Just When I Needed You Most" och gjorde den till singelns A-sida i stället. VanWarmer trodde att låtens "hook" var det instrumentala autoharpapassaget mellan andra och tredje versen, vilket spelades av John Sebastian.

## Coverversioner
Dolly Parton tolkade låten på albumet Treasures 1996. Den nådde topplaceringen #62 på Billboards countrylistor. Andra artister som spelat in eller tolkat låten på konserter är countrysångarna Tim McGraw, Donna Fargo och Conway Twitty, R&B-sångaren Millie Jackson, den tyske discomusikern Peter Griffin, det brittiska glamrockbandet Smokie, den filippinske sångaren Pops Fernandez, Bob Dylan, Paul Butterfield och den spanska gruppen Mocedades. 2002 släppte den amerikansk-taiwanesiska sångaren Wilber Pan en tvåspråkig engelskspråkig-kinesiskspråkig version av låten.
Ingela "Pling" Forsman skrev en text på svenska som hette När jag behövde dig mest, vilken det svenska dansband Wizex spelade in 1980 på albumet You Treated Me Wrong . Även Kicki Moberg spelade in låten, som fanns med på det självbetitlade albumet från 1981.